# Пант, Говинд Баллабх
Говинд Баллабх Пант (хинди गोविन्द बल्लभ पन्त; 10 сентября 1887, Алмора, Северо-Западные провинции, Британская Индия (современный Уттаракханд , Индия) — 7 марта 1961, Нью-Дели, Индия) — индийский политический и государственный деятель, борец за свободу Индии от британского владычества, член Индийского национального конгресса.
Наряду с Махатмой Ганди, Джавахарлалом Неру и Валлабхаи Пателем, Пант был ключевой фигурой в движении за независимость Индии, а затем ключевой фигурой в индийском правительстве. Одним из ведущих политических лидеров штата Уттар-Прадеш (тогда известного как Объединённые провинции) и ключевым игроком в успешном движении за установление хинди в качестве официального языка Индийского Союза.

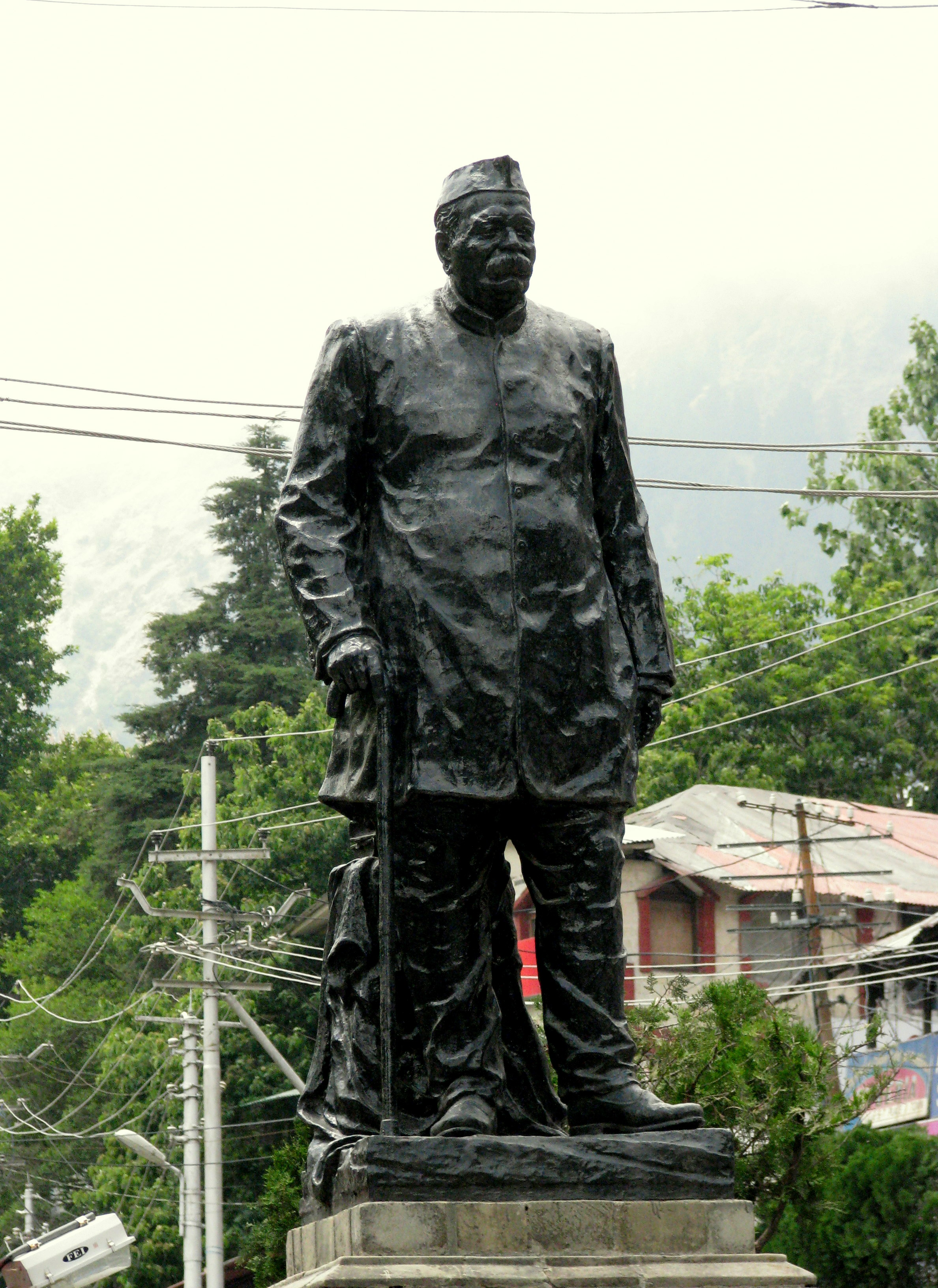
Памятник Говинду Баллабху Панту в Нью-Дели

Занимал пост премьер-министра Объединённых провинций (1937—1939, 1946—1950) и первого главного министра штата Уттар-Прадеш с 1950 по 1954 год. Член Учредительного собрания Индии (1946—1950). С 1955 по 1961 год — министр внутренних дел Индии.
В 1957 году Пант получил высшую гражданскую награду Индии — Бхарат Ратна.